# My Love from the Star
My Love from the Star (별에서 온 그대 Byeol-eseo On Geudae) ist eine südkoreanische Fernsehserie mit Jun Ji-hyun, Kim Soo-hyun, Park Hae-jin und Yoo In-na. Sie besteht aus 21 Episoden und wurde vom 18. Dezember 2013 bis zum 27. Februar 2014  SBS ausgestrahlt.
Die Serie war auch in China sehr erfolgreich. Mit 35.000 US-Dollar pro Folge war es zudem das teuerste Drama Südkoreas. Ebenfalls ist es eine der meistgeschauten Sendungen auf der Streamingplattform iQiyi, mit über 14,5 Milliarden Aufrufen von Dezember 2013 bis Februar 2014. In Deutschland wurde die Fernsehserie am 31. August 2019 durch Netflix veröffentlicht.

## Handlung
Do Min-joon, ein extraterrestrisches Wesen, landet in der Zeit Joseon-Dynastie auf dem Planeten Erde, um eine Mission auszuführen. Er verpasst seinen Rückflug, da er ein junges Mädchen vor dem Hinabstürzen von einem Felsen rettet. Dadurch ist er verdammt, 4 Jahrhunderte auf der Erde zu verbringen. Er schafft es gut, sich an das Leben auf der Erde anzupassen, trotz seiner übersinnlichen Fähigkeiten. Einzig die Tatsache, dass er nicht altern kann, zwingt ihn dazu, alle zehn Jahre seine Identität zu wechseln, um nicht aufzufallen. 
Drei Monate vor der geplanten Rückkehr zu seinem Heimatplaneten lernt Do Min-joon die Schauspielerin Cheon Song-yi kennen. Diese übt mehr Einfluss auf sein Leben aus, als ihm anfangs Recht ist. Als im Umfeld von Cheon Song-yi eine konkurrierende Schauspielkollegin ums Leben kommt, geraten sie und später Do Min-joon ins Visier der Ermittler.
Schließlich gerät Do Min-joons Plan, zu seinem Heimatplaneten zurückzukehren, in Gefahr, als er und Cheon Song-yi sich ineinander verlieben.

## Besetzung

### Hauptbesetzung
| Rolle         | Schauspieler | Hauptrolle (Episoden) |
| ------------- | ------------ | --------------------- |
| Cheon Song-yi | Jun Ji-hyun  | 1–21                  |
| Do Min-joon   | Kim Soo-hyun | 1–21                  |
| Lee Hee-kyung | Park Hae-jin | 1–21                  |
| Yoo Se-mi     | Yoo In-na    | 1–21                  |

### Nebenbesetzung
| Schauspieler    | Rolle          |
| --------------- | -------------- |
| Shin Sung-rok   | Lee Jae-kyung  |
| Ahn Jae-hyun    | Cheon Yoon-jae |
| Kim Chang-wan   | Jang Young-mok |
| Na Young-hee    | Yang Mi-yeon   |
| Oh Sang-jin     | Yoo Seok       |
| Kim Hee-won     | Park Byung-hee |
| Jo Hee-bong     | Präsident Ahn  |
| Kim Kang-hyun   | Yoon Beom      |
| Hong Jin-kyung  | Bokja          |
| Kim Bo-mi       | Min-ah         |
| Lee Jung-gil    | Lee Beom-joong |
| Lee Il-hwa      | Han Sun-young  |
| Sung Byung-sook | Hong Eun-ah    |
| Um Hyo-sup      | Cheon Min-goo  |
| Lee Yi-kyung    | Lee Shin       |
| Jo Se-ho        | Chul-soo       |
| Nam Chang-hee   | Hyuk           |

## Einschaltquoten
| Episode # | Ausstrahlungsdatum | TNMS-Quoten | TNMS-Quoten            | TNMS-Quoten | TNMS-Quoten            | TNMS-Quoten |
| Episode # | Ausstrahlungsdatum | TNMS-Quoten | TNMS-Quoten            | AGB-Quoten  | AGB-Quoten             |             |
| Episode # | Ausstrahlungsdatum | Südkorea    | Seoul (Metropolregion) | Südkorea    | Seoul (Metropolregion) |             |
| --------- | ------------------ | ----------- | ---------------------- | ----------- | ---------------------- | ----------- |
| 1         | 18. Dezember 2013  | 15,5 %      | 19,1 %                 | 15,6 %      | 17,0 %                 |             |
| 2         | 19. Dezember 2013  | 15,9 %      | 18,5 %                 | 18,3 %      | 20,5 %                 |             |
| 3         | 25. Dezember 2013  | 17,2 %      | 20,4 %                 | 19,4 %      | 21,0 %                 |             |
| 4         | 26. Dezember 2013  | 18,4 %      | 20,8 %                 | 20,1 %      | 22,1 %                 |             |
| 5         | 1. Januar 2014     | 21,0 %      | 24,8 %                 | 22,3 %      | 25,3 %                 |             |
| 6         | 2. Januar 2014     | 22,8 %      | 28,2 %                 | 24,6 %      | 27,8 %                 |             |
| 7         | 8. Januar 2014     | 22,1 %      | 27,0 %                 | 24,1 %      | 26,6 %                 |             |
| 8         | 9. Januar 2014     | 22,9 %      | 29,1 %                 | 24,4 %      | 27,4 %                 |             |
| 9         | 15. Januar 2014    | 21,8 %      | 26,2 %                 | 23,1 %      | 25,4 %                 |             |
| 10        | 16. Januar 2014    | 22,7 %      | 28,3 %                 | 24,4 %      | 27,1 %                 |             |
| 11        | 22. Januar 2014    | 23,3 %      | 28,1 %                 | 24,5 %      | 26,8 %                 |             |
| 12        | 23. Januar 2014    | 24,6 %      | 29,0 %                 | 26,4 %      | 28,2 %                 |             |
| 13        | 29. Januar 2014    | 24,3 %      | 27,5 %                 | 24,8 %      | 26,1 %                 |             |
| 14        | 5. Februar 2014    | 25,1 %      | 30,7 %                 | 25,7 %      | 27,8 %                 |             |
| 15        | 6. Februar 2014    | 24,5 %      | 28,7 %                 | 25,9 %      | 27,7 %                 |             |
| 16        | 12. Februar 2014   | 23,3 %      | 28,0 %                 | 25,7 %      | 28,1 %                 |             |
| 17        | 13. Februar 2014   | 25,6 %      | 29,8 %                 | 27,0 %      | 29,5 %                 |             |
| 18        | 19. Februar 2014   | 25,9 %      | 30,8 %                 | 27,4 %      | 29,9 %                 |             |
| 19        | 20. Februar 2014   | 26,0 %      | 29,9 %                 | 26,7 %      | 29,1 %                 |             |
| 20        | 26. Februar 2014   | 24,5 %      | 29,3 %                 | 26,0 %      | 28,0 %                 |             |
| 21        | 27. Februar 2014   | 28,1 %      | 33,2 %                 | 28,1 %      | 29,6 %                 |             |